# Kilian von Schleinitz
Kilian Freiherr von Schleinitz (* 25. Juli 1994) ist ein ehemaliger deutscher Skeletonpilot.

## Werdegang

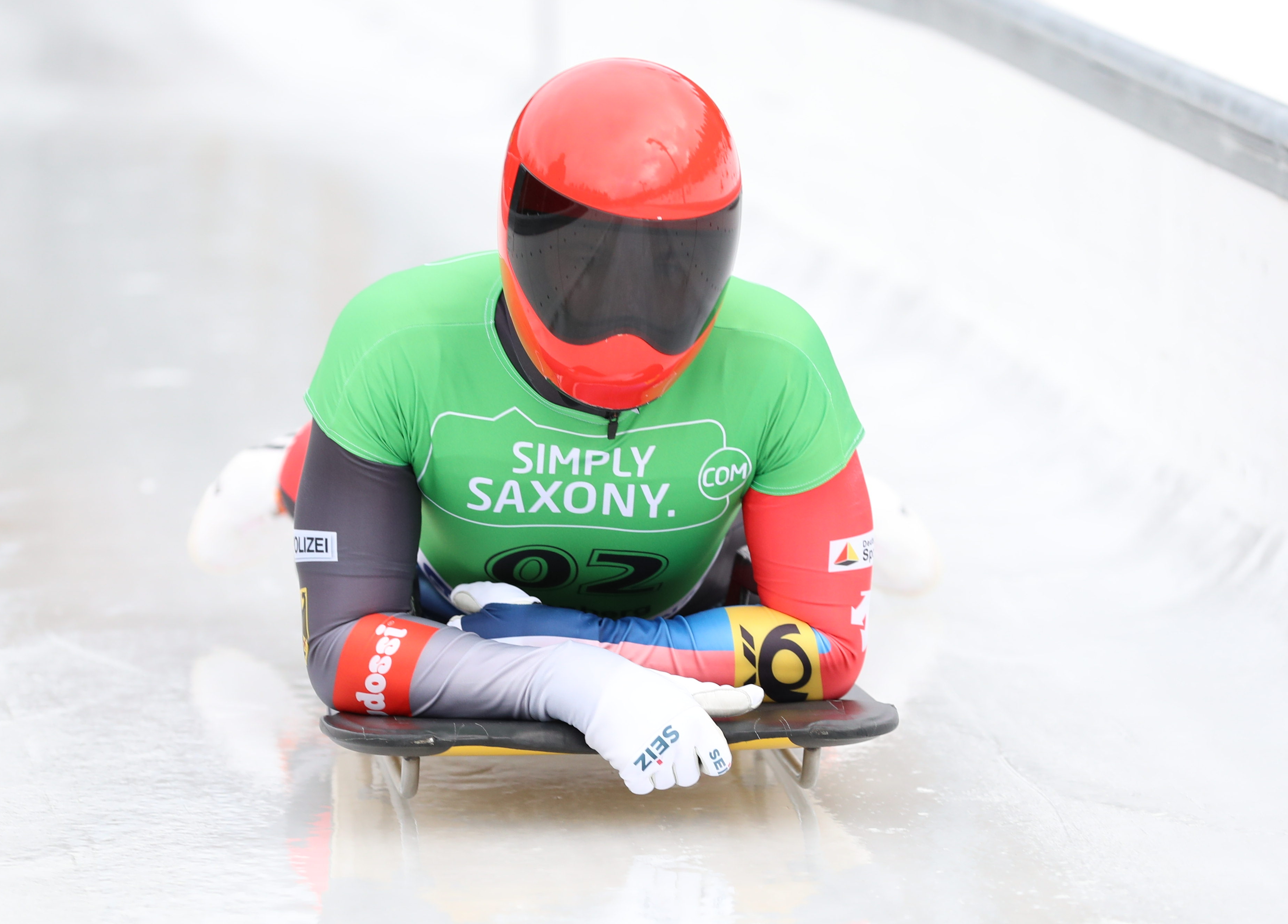
Kilian von Schleinitz bei den Deutschen Meisterschaften im Skeleton 2018/19 in Altenberg

Kilian von Schleinitz lebt in Schönau am Königssee und ist das mittlere von drei Kindern der ehemaligen Volleyball-Nationalspielerin Ute Hankers und Hans-Wolf von Schleinitz, Präsident des Bob- und Schlittenverbands für Deutschland. Er entstammt dem Adelsgeschlecht Schleinitz. Seine Geschwister Julian und Carolin sind Rennrodler. Er selbst spielte zunächst Eishockey und wechselte im Alter von 14 Jahren zum Skeleton.
Kilian von Schleinitz gab sein internationales Debüt im Europacup 2012/13 und gewann bereits das erste Saisonrennen auf seiner Heimatbahn der Kunsteisbahn Königssee. Nach zwei weiteren Saisonsiegen und zwei zweiten Plätzen gewann er die Gesamtwertung vor Alexander Mutowin und Ruslan Sabitow. Bei der Deutschen Meisterschaft 2013 belegte er den achten Platz.
In der Saison 2013/14 gewann Kilian von Schleinitz bei den Deutschen Meisterschaften Silber hinter Frank Rommel und vor David Lingmann. Anschließend startete er im Intercontinentalcup und gewann erneut das erste Rennen der Saison, in diesem Fall in Igls. Nach drei weiteren Podestplätzen wurde er im Gesamtklassement Vierter. Zum Abschluss der Saison wurde er in Winterberg vor Christopher Grotheer und Raphael Maier Juniorenweltmeister. Für den folgenden Winter konnte er sich für den Weltcup qualifizieren, wo er im Dezember 2014 sein Debüt gab. Bei seinem dritten Rennen in Altenberg fuhr er mit Rang neun erstmals unter die besten zehn. In der Gesamtwertung wurde er 13., wobei er beim letzten Saisonrennen nicht am Start war, sondern die Junioren-WM in Altenberg bestritt, wo er als Vierter eine Medaille nur um eine Hundertstelsekunde verpasste. Bei der Skeleton-Weltmeisterschaft 2015 wurde er Neunter. In der Saison 2015/16 startete von Schleinitz bei allen acht Saisonrennen im Intercontinentalcup und wurde dort in der Gesamtwertung Dritter, nachdem er durchweg Platzierungen zwischen Rang 3 und 6 erreicht hatte. Bei der Junioren-WM 2016 in Winterberg gewann er die Silbermedaille hinter Nikita Tregubow.